# Figli della carità (Parigi)
I Figli della Carità (in latino Filii Charitatis, in francese Fils de la Charité) sono un istituto religioso maschile di diritto pontificio: i membri di questa congregazione clericale pospongono al loro nome la sigla F.C.

## Storia

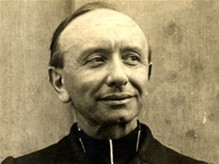
Jean-Émile Anizan, fondatore della congregazione

La congregazione venne fondata a Parigi il 25 dicembre 1918 da Jean-Émile Anizan (1853-1928) per l'evangelizzazione dei lavoratori e delle classi più umili: ottenne l'approvazione diocesana il giorno stesso della fondazione.
L'istituto ricevette il pontificio decreto di lode il 2 marzo 1924 e l'approvazione definitiva della Santa Sede il 1º maggio 1924.

## Attività e diffusione
I Figli della Carità si dedicano all'apostolato tra gli operai e all'assistenza spirituale alle categorie di persone non raggiungibili dalle parrocchie (marittimi, circensi, nomadi).
Sono presenti in Europa (Francia, Portogallo, Spagna), in Africa (Costa d'Avorio, Repubblica del Congo, Repubblica Democratica del Congo), in America (Brasile, Canada, Colombia, Cuba, Messico) e nelle Filippine: la sede generalizia è a Parigi.
Al 31 dicembre 2005 l'istituto contava 41 case e 190 religiosi, 168 dei quali sacerdoti.